# Anoplophora freyi
Anoplophora freyi là một loài bọ cánh cứng trong họ Cerambycidae.